# レオン (通貨)
レオン (Leone) は、シエラレオネ共和国の通貨単位。レオネとも呼ばれる。1964年、西アフリカ・ポンドに代わって導入された。（1ポンド=2レオン）1791年から1805年まではシエラレオネ・ドルを通貨として使っていた。2021年8月12日、シエラレオネ銀行は1000分の1のデノミネーションを実施することを発表し、翌2022年7月1日に3桁切り下げた新紙幣の流通が始まった。切り下げ後のISO 4217コードは、SLE。

## 紙幣

### 初代レオン(SLL)
シアカ・スティーブンス政権時代には全ての紙幣に彼の肖像画が描かれていた。
| 額面                | 表面                         | 裏面                 |
| ------------------- | ---------------------------- | -------------------- |
| 50セント(0.5レオン) | シアカ・スティーブンス大統領 | シエラレオネ銀行庁舎 |
| 1レオン             | シアカ・スティーブンス大統領 | シエラレオネ銀行庁舎 |
| 2レオン             | シアカ・スティーブンス大統領 | シエラレオネ銀行庁舎 |
| 5レオン             | シアカ・スティーブンス大統領 | 国会議事堂           |
| 10レオン            | シアカ・スティーブンス大統領 | 浚渫                 |
| 20レオン            | シアカ・スティーブンス大統領 | 砂金の採取           |

スティーブンスの辞任後は、後任のジョセフ・サイドゥ・モモの肖像画を描いた紙幣が発行されるようになった。
| 額面      | 表面                           | 裏面                 |
| --------- | ------------------------------ | -------------------- |
| 10レオン  | ジョセフ・サイドゥ・モモ大統領 | 牛                   |
| 20レオン  | ジョセフ・サイドゥ・モモ大統領 | 砂金の採取           |
| 50レオン  | ジョセフ・サイドゥ・モモ大統領 | 民族舞踊             |
| 100レオン | ジョセフ・サイドゥ・モモ大統領 | シエラレオネ銀行庁舎 |
| 500レオン | ジョセフ・サイドゥ・モモ大統領 | トロール船           |

1992年に発生した軍事クーデターの結果、モモは大統領の座を追われ、紙幣のデザインも刷新された。これ以後、シエラレオネの紙幣には現職大統領の肖像画が描かれたことはない。
| 額面        | 表面                   | 裏面                 |
| ----------- | ---------------------- | -------------------- |
| 500レオン   | カイ・ロンド           | トロール船           |
| 1000レオン  | バイ・ブレー           | 衛星アンテナ         |
| 2000レオン  | ウォレス＝ジョンソン   | シエラレオネ銀行庁舎 |
| 5000レオン  | ジョセフ・チンクエ     | ブンブナ・ダム       |
| 10000レオン | 鳩、シエラレオネの国旗 | コットン・ツリー     |

### 2代目レオン(SLE)
前述のデノミ後、1、2、5、10、20レオン紙幣が発行された。このうち20レオン紙幣を除いた紙幣については、デノミ前に発行されていた同価値の紙幣とほぼ変わらないデザインとなっている。
| 額面     | 表面                             | 裏面                 |
| -------- | -------------------------------- | -------------------- |
| 1レオン  | バイ・ブレー                     | 衛星アンテナ         |
| 2レオン  | ウォレス＝ジョンソン             | シエラレオネ銀行庁舎 |
| 5レオン  | ジョセフ・チンクエ               | ブンブナ・ダム       |
| 10レオン | 鳩、シエラレオネの国旗           | コットン・ツリー     |
| 20レオン | コンスタンス・カミングス＝ジョン | 女子教育             |